# У дома си е героят
„У дома си е героят“ (на английски: Home Is the Hero) е ирландски драматичен филм от 1959 година, адаптация на едноименна пиеса.

## Сюжет
Един мъж се завръща у дома, след като е лежал пет години в затвора по обвинение в убийство. Приятелите му се опитват да помогнат той да заживее живота си отново, но той отказва и се затваря в себе си за околния свят. Само едно красиво момиче и болният му син намират път към душата му.

## В ролите
- Уолтър Маккен като Падо О′Райли
- Ейлин Кроуи като Дайлия О′Райли
- Артър Кенеди като Уили О′Райли
- Джоан О′Хара като Джоузи О′Райли
- Мейър О′Донъл като Мойра Грийн
- Хари Броган като Доувтейл
- Мейър Кийни като Бид
- Филип О′Флин като Трапър
- Пат Лейд като господин Грийн
- Еди Голдън като господин Шанън
- Джон Хауи като Финеган
- Майкъл Хенеси като Манчестър Монаган
- Майкъл О′Брайън като първия посетител в бара
- Дермът Кели като втория посетител в бара
- Джофри Голдън като О′Конър

## Номинации
- Номинация за Златна мечка за най-добър филм от Международния кинофестивал в Берлин през 1959 година.[2]